# Schloss Müggenburg

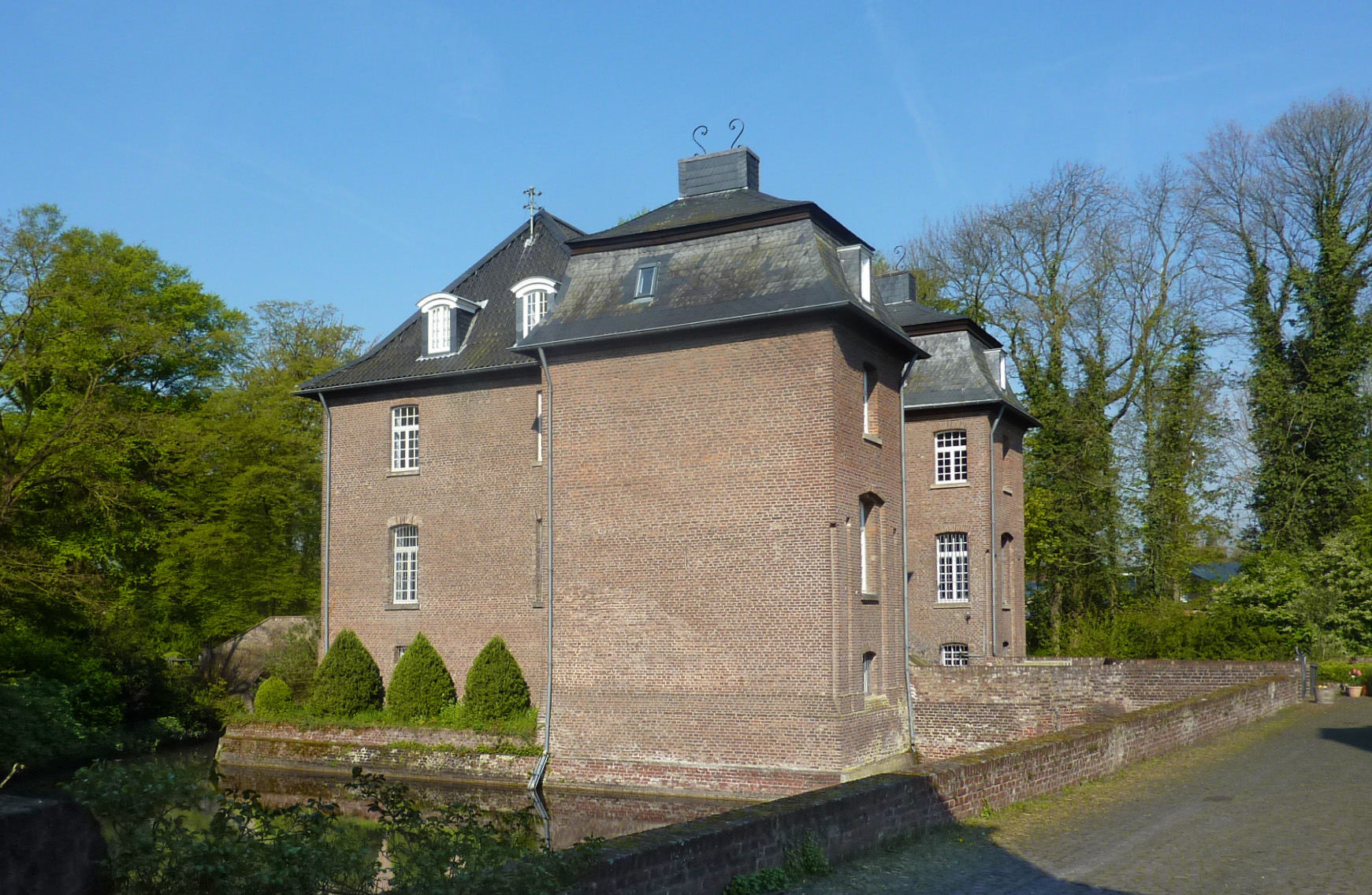
Herrenhaus des Schlosses Müggenburg, Ansicht von Osten

Das Schloss Müggenburg, auch Haus Müggenburg und kurz auch nur die Müggenburg genannt, ist ein Wasserschloss im Neusser Stadtteil Norf. Es wurde im Auftrag des Düsseldorfer Hofrats Carl Dominicus von Schwartz gegen Mitte des 18. Jahrhunderts errichtet, ging aber auf eine mittelalterliche Vorgängeranlage zurück. Die Gebäude der Anlage dienten zunächst als adeliges Damenstift, für das Schwartz auch eine Kapelle errichten ließ. Sie wird heute als römisch-katholische Pfarrkirche von Norf genutzt.
Seit Ende des 19. Jahrhunderts befindet sich Schloss Müggenburg im Privatbesitz der Familie von Waldthausen, die es heute noch als Wohnsitz nutzt. Besichtigung der Gebäude sind nicht möglich.

## Geschichte

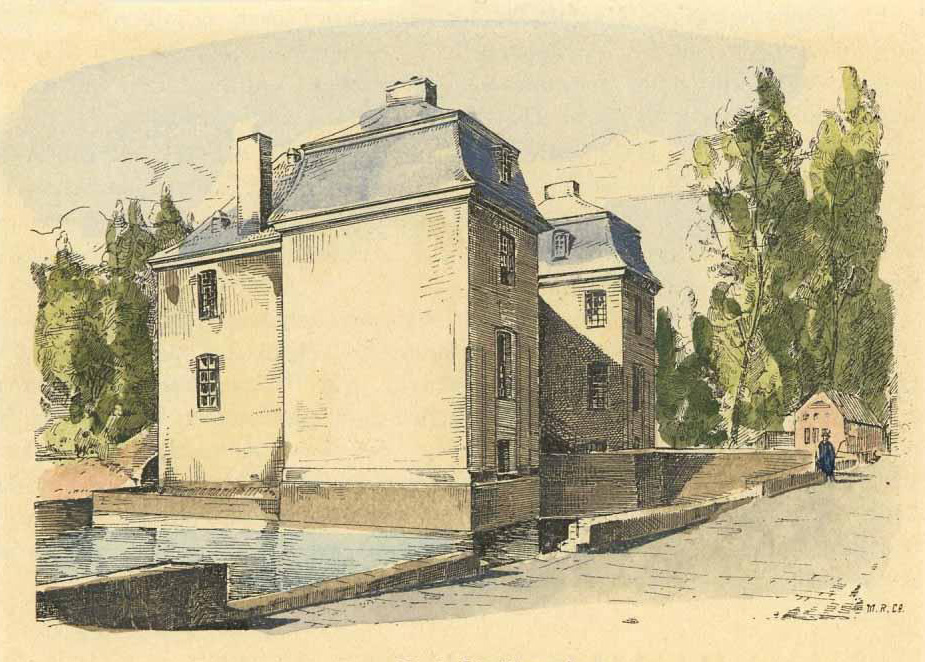
Herrenhaus der Müggenburg gegen Ende des 19. Jahrhunderts

Von den Anfängen des Schlosses ist kaum etwas bekannt. Seine erste Erwähnung erfolgte im frühen 13. Jahrhundert. In älteren Publikationen ist häufig zu lesen, dass die Anlage ihren Namen den Rittern von Müggenhausen (auch Muggenhausen) verdankt, deren Sitz sie gewesen sein soll, doch ist eine Verbindung mit diesem im 13. Jahrhundert in der Eifel nachgewiesenen Adelsgeschlecht fraglich. Im 16. Jahrhundert gehörte Haus Müggenburg den Freiherren von Quadt. Für das Jahr 1518 ist Arnold von Quadt als Besitzer überliefert. 1669 erscheinen dann die Grafen von Kessel als Aufsitzer.
Mitte des 18. Jahrhunderts war der kurpfälzische Hofrat Karl Dominicus von Schwartz Eigentümer. Er gab um 1750 den Auftrag zum Bau des heutigen Herrenhauses. Dafür wurden die alten Gebäude der Vorgängeranlage, über deren Aussehen nichts bekannt ist, niedergelegt. Obwohl der Neubau erst rund 20 Jahre nach dem Tod Gabriel Grupellos erfolgte, soll dieser dafür die Entwürfe geliefert haben.
Gemeinsam mit seiner Frau Maria Agnes, geborene Freifrau von Hettermann, gründete Schwartz auf Müggenburg das freiweltliche Stift „de la Congregation de Notre Dame“ für adelige Damen und ließ dafür eine Kapelle auf dem Schlossareal errichten. Das Stift bestand bis zur Säkularisation, anschließend wurde das Anwesen Eigentum der Familie von und zum Pütz. Allerdings gehörte die Stiftskapelle fortan nicht mehr zum Besitz. Sie fungiert – nach mehreren Erweiterungen – seit 1820 als Pfarrkirche von Norf.
1834 vermachte Freiherr Arnold von und zum Pütz Schloss Müggenhausen dem Armenfonds der Stadt Köln. Dieser verkaufte 1838 an den Düsseldorfer Apotheker Karl Kahler, dessen Familie die Anlage bis zum Ende des 19. Jahrhunderts besaß. Anschließend erwarb sie Karl Honsberg, dessen Tochter den Kommerzienrat von Waldthausen heiratete und die Schlossanlage damit an diese Familie brachte. Von Waldthausen erwarb 1913 auch das benachbarte Gut Vellbrüggen. Das Anwesen gehört heute noch seiner Familie, die nach wie vor das Herrenhaus bewohnt.

## Beschreibung
Schloss Müggenburg liegt etwa 350 Meter westlich des Ortskerns von Norf und ist eine zweiteilige Anlage, bestehend aus einem Herrenhaus aus der Mitte des 18. Jahrhunderts und einer nordöstlich davon liegenden Vorburg. Beide sind von einem gemeinsamen Wassergraben umgeben, der um das Herrenhaus herum teichartig erweitert ist. Er wird vom Norfbach gespeist.

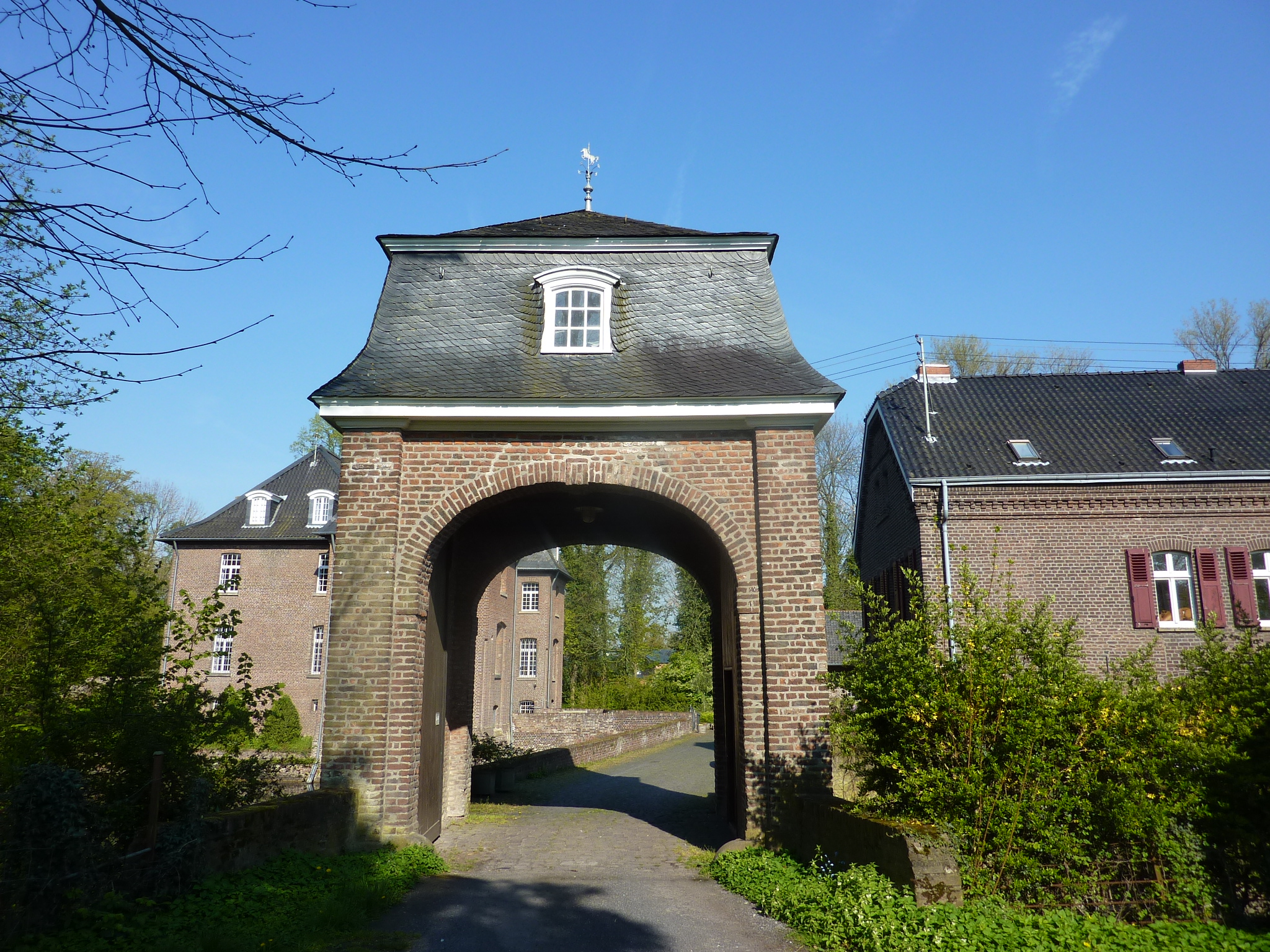
Torbau an der Ostseite

Das Herrenhaus ist ein rechteckiger Backsteinbau, dessen zwei Geschosse von einem pfannengedeckten Walmdach abgeschlossen sind. Es steht auf einem hohen Unterbau, der sich direkt aus dem Wasser des Schlossteichs erhebt. An seinen beiden nördlichen Ecken springen wuchtige, viereckige Türme mit schiefergedecktem Mansarddach aus der Mauerflucht hervor. Sie rahmen gemeinsam mit dem Rechteckbau einen kleinen Ehrenhof, der über eine steinerne Brücke erreichbar ist. Von dort führt eine zweiläufige Freitreppe mit kunstvoll geschmiedeten Rokoko-Ornamenten hinauf zum Haupteingang im Hochparterre an der Nordseite. Der Eingang mit Oberlicht und Verdachung ist an dieser Seite die einzige Öffnung des Hauses, die eine Rahmung aus hellem Haustein besitzt. Er liegt in einem dreigeschossigen Mittelrisalit mit Pilastern an den Ecken und einem Dreiecksgiebel, in dessen Giebelfeld sich ein Ochsenauge befindet. Auch an der Südseite des Herrenhauses ist die mittlere Achse durch einen Mittelrisalit betont. Zu ihm führt eine lange Brücke aus dem landschaftlich gestalteten Schlosspark, die im Mittelalter vermutlich noch nicht existierte.
Die ehemalige Vorburg der Anlage aus dem 19. Jahrhundert ist eine dreiflügelige Hofanlage in Hufeisenform, die an der zum Herrenhaus zeigenden Südseite geöffnet ist. Der Zugang zum Vorburggelände erfolgt von Osten durch einen freistehenden Torbau aus Backstein, der ein schiefergedecktes Mansarddach mit bekrönender Wetterfahne besitzt.